# Иван Андов
Иван (Ивче, Ифче) Андов или Антов е български духовник и революционер, деец на Вътрешната македоно-одринска революционна организация.

## Биография
Иван Андов е роден в 1872 година във велешкото село Крайници. Братовчед е на Иван Крайничанец. Завършва трикласното българско училище във Велес, жени се и става български екзархийски свещеник. Замества поп Никола като енорийски свещеник в Крайници и околните села, от които бърдските Припор и Попадия са доста будни български селища. Свещеник Иван Андов влиза във ВМОРО и организира не само Крайници, но и селата в енорията му така добре, че турците не престават да вилнеят в Клепа-кол. Отец Иван Андов е арестуван от властите поради конфликт на припорския бег със селяните от Крайници. Преследван е и от действащия в съседната сърбоманска област Азот сръбски войвода Йован Бабунски. Участва в Илинденско-Преображенското въстание през лятото на 1903 година.
При избухването на Балканската война в 1912 година Иван Андов е доброволец в Македоно-одринското опълчение и служи във Втора рота на Кюстендилската дружина.
След края на Първата световна война и повторното попадане на Велешко в Сърбия, Иван Андов е заловен заедно с други българи от Бабунски и изтезаван. Според Иван Крайничанец при тези изтезания при Дреновци или при Сирково Иван Андов успява да рани с нож Бабунски, който по-късно умира от раната си. Отец Андов е убит от сръбските четници при Дреновци.
Иван Крайничанец пише:
| „ | въ свещ. Иванъ Андовъ срѣщаме характернитѣ черти на Макед. българинъ: храбрость, пожертвование себе си за своето паство, любовь къмъ ближния и борецъ за свободата на Македония. | “ |